# Paweł Puczek
Paweł Puczek   (Cisownica, 29 de juny de 1936 - 9 de setembre de 2018) violinista polonès, professor, professor d'arts musicals, professor acadèmic a l'Acadèmia de Música Karol Szymanowski a Katowice.

## Biografia
Va ser alumne de la classe de violí a l'Escola Estatal de Música de Cieszyn (1948-1955) i a l'Escola Secundària Pedagògica (1950-1954). Va estudiar a l'Escola Superior de Música Estatal de Katowice, on va rebre un diploma amb honors en violí i música de cambra (1960). Allí va ser alumne de Stanisława Mikuszewskiego. Des del 1960 treballà a la seva alma mater (rebatejada com a Acadèmia de Música de Katowice el 1979), el 1967 dirigí el procediment de qualificació de 1r grau, el 1974 fou nomenat professor associat, el 1981-1987 fou vi-cedegà del Departament d'instruments, des del 1984 el cap del departament d'instruments de corda. El 1990 se li va atorgar el títol de professor d'arts musicals. Els anys 1990-2004 també va ensenyar el violí a l'Acadèmia de Música de Wrocław.
Va ser guardonat amb el Concurs Nacional de Violí de Polònia E. Ysaye (1959), membre de l'equip polonès de la 4a competició internacional H. Wieniawski a Poznań (1962). El 1965 fou intern al Conservatori de Moscou, el 1966-1967 fou concertista de la Filharmònica Pomerània a Bydgoszcz i Capella Bydgostiensis pro Musica Antiqua, el 1967-1970 dirigí l'Orquestra de Cambra "Musici Concertanti", amb la qual realitzà una gira i enregistrat a l'estranger, els anys 1976-1980 va ser un dels concertistes de l'Opera Royale de Lieja (Bèlgica).
Des del 1971 va ser el cap dels cursos nacionals de pedagogia del violí. A petició del Ministeri de Cultura i Art, va desenvolupar el seu propi programa d'ensenyament del violí a les escoles de música primària, en vigor des del 1992, entre els seus alumnes distingits tingué a Szymon Krzeszowiec. Va ser el promotor i revisor de dissertacions doctorals i post-doctorals i les nominacions de professors. També va ser jurat de nombrosos concursos nacionals i internacionals de violí.
El 21 de setembre de 2018 va ser enterrat al cementiri Evangelical-Augsburg, a l'ul. Młynarska a Varsòvia.